# 요슈아 벤지오
요슈아 벤지오(영어: Yoshua Bengio, 1964년 3월 5일~)는 캐나다의 컴퓨터 과학자로, 딥러닝의 창립자 중 한 사람이자 이 분야의 세계적 권위자이다. 맥길대학교에서 컴퓨터과학으로 박사를 받은 뒤, 몬트리올 대학교 부속 몬트리올 학습 알고리즘 연구소(the Montreal Institute for Learning Algorithms (MILA))에서 인공지능을 연구하고 있다. 그는 2018년 튜링상을 수상했다. 삼성그룹의 이재용이 종종 AI 관련으로 요슈아 벤지오에게 자문을 구하며, 삼성전자는 벤지오 교수와 합작으로 캐나다에서 AI 연구소를 만들기도 했다.
요슈아 벤지오는 제프리 힌턴과 얀 르쿤과 함께 딥 러닝에 대한 기초적인 작업에 대해 2018년 튜링상을 수상했다. 요슈아 벤지오, 제프리 힌턴, 얀 르쿤의 세 명의 컴퓨터 과학자들은 "AI의 대부"로 불린다. 요슈아 벤지오는 전 세계적으로 가장 많이 인용된 컴퓨터 과학자(총 인용 횟수와 h- 지수 기준)이며 모든 분야에서 가장 많이 인용된 현존 과학자(총 인용 횟수 기준)이다. 2024년 TIME Magazine은 요슈아 벤지오를 세계에서 가장 영향력 있는 100인 목록에 포함시켰다.

## 초기 생애와 교육
요슈아 벤지오는 모로코에서 프랑스로 이주한 유대인 가정에서 프랑스에서 태어났다. 그 후 가족은 캐나다로 이주했다. 그는 맥길 대학교에서 전기 공학 학사 학위, 컴퓨터 과학 석사 학위, 컴퓨터 과학 박사 학위를 받았다.
요슈아 벤지오는 신경망을 연구하는 영향력 있는 컴퓨터 과학자이자 현재 Apple의 AI 및 ML 연구 부문 수석 이사인 새미 벤지오(Samy Bengio)와 형제이다. 새미 벤지오는 PyTorch의 조상인 Torch를 2002년 개발한 3명의 개발자 중 한 명이다.
벤지오 형제는 아버지가 모로코에서 군 복무를 하는 동안 1년 동안 모로코에 살았다. 그의 아버지 카를로 벤지오(Carlo Bengio)는 약사이자 극작가였으며 유대-아랍어 작품을 공연하는 몬트리올의 세파르드 극단을 운영했다. 그의 어머니인 셀리아 모레노는 1970년대 타예브 세디키가 이끄는 모로코 연극계에서 배우로 활동했다.

## 경력 및 연구
박사 학위 취득 후 벤지오는 메사추세츠 공과대학교(마이클 어윈 조던(Michael I. Jordan)의 지도 아래)와 벨 연구소에서 박사후 연구원으로 일했다. 마이클 조던은 통계학, 머신러닝, 베이지안 네트워크의 대가로 알려져 있으며, 벤지오가 이후 딥러닝을 포함한 기계 학습 분야에서 정립해나갈 기초 연구를 다지는 데 큰 영향을 주었다. 또한 벨 연구소는 클로드 섀넌의 정보이론, 트랜지스터 개발 등 혁신적인 과학기술이 탄생한 곳으로, 벤지오가 이곳에서 첨단 기술에 대한 이해와 연구 경험을 쌓을 수 있었다 벤지오는 1993년부터 몬트리올 대학교에서 교수로 재직하고 있으며 MILA(Montreal Institute for Learning Algorithms)의 책임자이며 CIFAR의 기계 및 뇌 학습 프로그램 공동 책임자이다.
요슈아 벤지오는 제프리 힌턴과 얀 르쿤과 함께 저널리스트 1990년대와 2000년대에 딥러닝 발전에 가장 큰 공헌을 한 사람 중 한 명으로 여겨진다. MILA에 따르면 h-인덱스가 100 이상인 컴퓨터 과학자 중 2018년 기준으로 벤지오는 가장 최근까지 자주 인용된 사람이었다. 2024년 8월 그는 모든 컴퓨터 과학자 중 가장 높은 학문 분야 H-지수(과학자가 받은 연구 인용의 척도인 D-지수)를 보유하고 있다. 2019년의 새로운 RNN(Recurrent Neural Network) 아키텍처에 대한 논문 때문에 벤지오의 에르되시 수는 3이다.
2016년 10월 벤지오는 AI 연구를 실제 비즈니스 응용 프로그램으로 전환하는, 즉 학문적인 연구뿐만 아니라 실질적인 응용을 위해 몬트리올 소재의 인공 지능 인큐베이터인 Element AI를 공동 설립했다. 이 기업은 연구 중심의 AI 기술을 실제 산업 문제에 적용하는 것을 목표로 했으며, 벤지오의 학문적 전문성을 비즈니스에 연결하는 역할을 했다. 이 회사는 2020년 11월에 서비스나우(ServiceNow)에 운영을 매각했으며 벤지오는 서비스나우(ServiceNow)에 고문으로 남았다.
벤지오는 현재 Recursion Pharmaceuticals의 과학 및 기술 고문과 Valence Discovery의 과학 고문으로 활동하고 있다.
2023년 11월 첫 번째 AI 안전 정상회의 에서 리시 수낵 영국 총리는 벤지오가 첨단 AI의 안전에 대한 국제 과학 보고서를 주도할 것이라고 발표했다. 보고서의 중간 버전은 2024년 5월 AI 서울 정상회의에서 전달되었으며 사이버 공격 가능성 및 '통제 상실' 시나리오와 같은 문제를 다루었다. 전체 보고서는 2025년 1월에 국제 AI 안전 보고서로 출판되었다.

### AI에 대한 견해
2023년 3월, AI 전문가들이 인공 일반 지능(AI)으로 인한 실존적 위험에 대한 우려를 제기한 후, 벤지오는 미래 생명 연구소 의 공개 서한에 서명하여 "모든 AI 연구실은 GPT-4보다 강력한 AI 시스템의 훈련을 최소 6개월 동안 즉시 중단해야 한다"고 요구했다.
2023년 5월, 벤지오는 BBC와의 인터뷰에서 자신의 인생에서 이룬 업적에 대해 "길을 잃은" 기분이라고 말했다. 그는 특히 AI가 점점 더 정교해지고 강력해짐에 따라 "나쁜 행위자"가 AI를 손에 넣을 수 있다는 우려를 표명했다. 그는 더 나은 규제, 제품 등록, 윤리 교육, AI 제품 추적 및 감사에 대한 정부의 더 많은 참여를 요구했다.
벤지오는 제프리 힌턴 등과 함께 캘리포니아의 AI 안전 법안인 SB 1047(Safe and Secure Innovation for Frontier Artificial Intelligence Models Act, 첨단 AI모델을 위한 안전 및 보안 혁신법)을 지지하는 편지를 공동 집필했다. 이 법안은 1억 달러 이상의 비용이 드는 모델을 훈련하는 기업이 배포 전에 위험 평가를 수행하도록 요구한다. 그들은 이 법안이 "이 기술을 효과적으로 규제하기 위한 최소한의 조치"라고 주장했다.

## 수상 및 영예
벤지오는 제프리 힌턴 및 얀 르쿤과 함께 2018년 튜링상을 수상했다. 2020년에 그는 왕립학회 회원으로 선출되었다. 2022년에 그는 동료 얀 르쿤, 제프리 힌턴 및 데미스 허사비스와 함께 "과학 연구" 부문에서 아스투리아스 여공상을 수상했다. 2023년에 벤지오는 프랑스 최고 공로 훈장인 레지옹 도뇌르 훈장을 받았다.
2024년 타임지는 벤지오를 전 세계에서 가장 영향력 있는 100인 목록에 포함시켰다.  같은 해에 그는 신경망과 딥러닝 알고리즘 분야의 선구적 발전에 대한 공로로 제프리 힌턴, 얀 르쿤, 젠슨 황, 페이페이 리와 함께 VinFuture Prize의 대상을 수상했다.
2025년에 그는 빌 달리, 제프리 힌턴, 존 홉필드, 얀 르쿤, 젠슨 황 및 페이페이 리와 함께 공학 부문 엘리자베스 여왕 상을 공동 수상했다.